# حصار الجزيرة الخضراء (1278)
حصار الجزيرة الخضراء في 1278 حملة عسكرية فاشلة قام بها ألفونسو العاشر صاحب مملكة قشتالة بهدف تجريد مدينة الجزيرة الخضراء من بنو مرين حكام الدولة المرينية بسبب كونها معقلهم الرئيسي في شبه الجزيرة الايبيرية و طريقهم لدخول قواتهم من شمال أفريقيا. قشتالة، التي كانت تتمتع باسطول قوي في خليج الجزيرة الخضراء وقوات كبيرة حول المدينة، انهزمت بعد أن احرقت سفنها من قبل قوات أبو يوسف يعقوب بن عبد الحق.